# Malao
Malao est une cité-royaume antique, située sur la péninsule somalienne, membre d'un réseau commercial important entre la mer Rouge et l'océan Indien, dans les premiers siècles de notre ère, et important marché monétaire pour les marchands commerçant dans les monnaies de l'Empire romain.

## Histoire
L'ancienne ville portuaire de Malao, correspondant à peu près au site actuel de Berbera est mentionnée dans le Périple de la mer Érythrée :
«Après Avalites il y a un autre bourg, plus intéressant, appelé MALAO, distant d'environ huit cents stades par voile. Le mouillage est une rade ouverte, abritée de l'est par une jetée. Les indigènes sont plus paisibles. On y importe les marchandises déjà mentionnées, et beaucoup de tuniques et de manteaux, d'Arsinoé, apprêtées et teintées, des gobelets, des feuilles de cuivre mou en petite quantité, du fer, de l'or et des pièces d'argent. On en exporte peu de marchandises, de la myrrhe, un peu d'encens, (dit du côté éloigné), de la cannelle plus forte, du duaca, de la copal indienne copal et du macir, qui sont importés en Arabie, et des esclaves, mais rarement.» (Chap.8.)